# Incidencijska struktura
Incidencijska struktura {\displaystyle {\mathcal {D}}} je uređena trojka {\displaystyle {\mathcal {(P,B,I)}}}, gdje su {\displaystyle {\mathcal {P}}} i {\displaystyle {\mathcal {B}}} neprazni disjunktni skupovi i {\displaystyle {\mathcal {I}}\subseteq }{\displaystyle {\mathcal {P}}\times B}. Elementi skupa {\displaystyle {\mathcal {P}}} nazivaju se točke, elementi skupa {\displaystyle {\mathcal {B}}} blokovi, a relacija {\displaystyle {\mathcal {I}}} relacija incidencije. Broj blokova koji su incidentni s točkom {\displaystyle {\mathcal {P}}} naziva se stupanj točke {\displaystyle {\mathcal {P}}} i broj točaka koje su incidentne s blokom {\displaystyle x} naziva se stupanj bloka {\displaystyle x}.